# Velemlok japonský

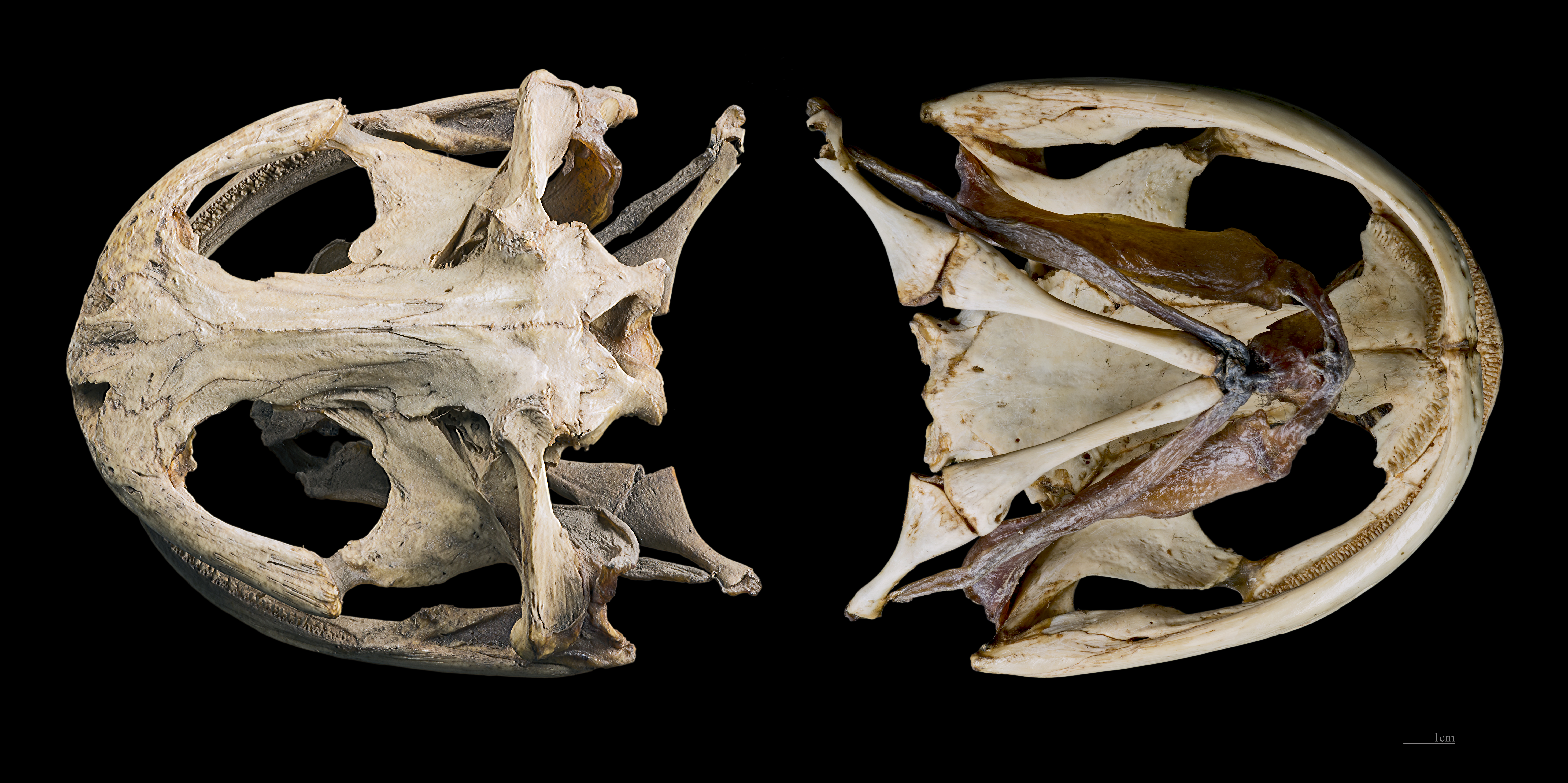
Andrias japonicus

Velemlok japonský (Andrias japonicus) je velký obojživelník, druhý největší velemlok na světě. Jedná se o japonský endemitní druh. Do Evropy byl poprvé dovezen Philipp Franz von Sieboldem v roce 1820. Má zavalité tělo dlouhé 1,5 m se širokou a plochou hlavou a s malými nozdrami. Čich mu umožňuje dobře vyhledat kořist. Čelisti jsou silné, ocas je krátký a zploštělý. Dorůstá velikosti až 150 cm.
Velemlok japonský přebývá v čisté a chladné vodě, je aktivní pouze v noci. Když je ohrožen, vydává zápach připomínající japonský pepř, proto se mu v japonštině říká Ósanšóuo (オオサンショウウオ/大山椒魚), což lze volně přeložit jako „velká pepřová ryba“.
Díky svým pahýlovitým končetinám působí v říčních proudech poněkud neobratně. Kvůli tomu také celkem obtížně zvládá překážky na řece, jako jsou přehrady. Každoroční červencové cesty proti proudu jsou přitom nutné, aby se na horním toku řeky mohl rozmnožovat. Když najde samec vhodné podvodní doupě v břehu řeky dobře kryté před vodními proudy, které jsou pro vajíčka nebezpečím, hlídá je.
Po měsíci připlavou samičky. Velemlok samičku do doupěte naláká a oplodní ji. Nezřídka své doupě neubrání před ostatními samci a tak vypuštěná vajíčka oplodní i oni. Po oplodnění vajíčka hlídá největší samec, který po jejich vylíhnutí a dostatečnému zesílení odplouvá zpět na dolní tok. Většina mláďat se nedožije dospělosti a jsou potravou pro ryby a ostatní obojživelníky. Strategií přežití je ukrývání se pod kameny a listy.
Velemlok japonský se živí jinými obojživelníky a rybami. Denně uloví obvykle jednu rybu.